# Radio Kras
Radio Kras es una emisora de radio de carácter comunitario que se emite en la ciudad de Gijón. Su emisión comenzó en el año 1985 [1].Emite a través del 105.0 de la FM y por internet.